# Скафізм
Скафізм (від дав.-гр. σκάφη дав.-гр. σκάφη — човен, судно) — давньоперський метод смертної кари, що призводить до особливо болісної смерті, який, швидше за все, не існував насправді.

## Опис страти
Жертву роздягали догола і міцно прив'язували всередині вузького човна або видовбаного стовбура дерева, а зверху накривали таким самим човном або стовбуром дерева так, щоб руки, ноги та голова стирчали назовні. Жертву насильно напували молоком і медом, щоб викликати найсильнішу діарею . Крім того, медом обмазували тіло жертви, тим самим залучаючи комах. Після цього жертву пускали плавати у ставку зі стоячою водою або залишали на сонці. Кал жертви накопичувався в такому «контейнері», залучаючи все більше комах, які повільно пожирали тіло і відкладали в ній личинки, що призводило до гангрени. Щоб продовжити муки, жертву могли годувати щодня. Зрештою смерть наставала, швидше за все, внаслідок поєднання зневоднення, виснаження та септичного шоку. Згідно з іншими даними, пожирання тіла жертви не мало місця, а мед приваблював комах, що жалять, на кшталт ос.

## Історичні свідоцтва
Ктесій повідомляє, що у 465 році до н. е. за наказом Артаксеркса I подібної страти був підданий придворний євнух Аспамітра, який брав участь у вбивстві батька шаха — Ксеркса I Великого. Давньогрецький біограф Плутарх свідчить, що у 401 року до н. е. був страчений перський воїн Мітрідат, який убив на полі бою Кіра Молодшого, але перський цар Артаксеркс II вбивство Кіра вирішив приписати собі і прибрати свідків. Помер нещасний лише через 17 днів .
Яскраво описується в історичному романі класика сучасної болгарської літератури Антона Дончева «Юність хана Аспаруха» (першої частини тетралогії «Сказання про хана Аспаруха, князя Славу і жерця Тереса», 1982), присвяченому утворенню Першого Болгарського царства та участі перши булгар, стародавніх тюрків у персько-візантійській війні 602—628 років:

«Під кінець Мохошад схилився до того, щоб живцем віддати Шаргакага на поживу черв'якам. То була перська кара. Людину заковують у два дерев'яних корита так, що зовні залишається лише голова, і ніщо, що виходить з людини, яку страчують, не випливає з корит. А кати годують його медом та молоком і обличчя йому обмазують медом. Мухи злітаються до нього, відкладають яєчка, і в живій людині заводяться черви. У книгах написано, що жертви кричали по два-три тижні поспіль, поки не приходила до них милосердна смерть. І кожен шматочок тіла повинен був продирявитися, як решето чи гарна кавказька бринза]]…»

Схожий спосіб тортур і страти існував також в етрусків: жертву роздягали догола і щільно прив'язували до трупа, що розкладається, в результаті чого тіло жертви також починало поступово розкладатися .
Візантійський літописець XII століття Іоанн Зонара пізніше описав покарання, засноване на інформації Плутарха:

«Перси перевершують всіх інших варварів у жахливій жорстокості своїх покарань, використовуючи тортури, які є особливо страшними та тривалими, а саме скафізм і зашивання людини у шкіряному мішку. Але що мається на увазі під скафізмом, я маю тепер пояснити не настільки обізнаному читачеві. Два човни з'єднані один з одним один над одним, з отворами, розрізаними в них таким чином, що голова, руки та ноги жертви залишаються зовні. Всередині цих човнів людина, яку потрібно покарати, лежить на спині, а човни потім прибиті цвяхами. Потім вони вливають в рот нещасного суміш молока та меду, поки того не знудить, забруднюючи обличчя, ноги і руки тією ж сумішшю і не залишають його на сонце. Це повторюється декілька днів підряд, внаслідок чого мухи, оси та бджоли, залучені солодощами, сідають на його обличчі і на ті його частини тіла, що виступають з човнів, і безжально мучать і жалять нещасну людину. Крім того, з його роздутого живота сумішшю молока і меду, вивергаються рідкі екскременти, які, розкладаючись, стають місцем, де плодяться різноманітні хробаки. Таким чином, жертва, укладена в човнах, зі своєю плоттю, що гниє у власних нечистотах і пожирається хробаками, вмирає затяжною і жахливою смертю»

.
Сучасні історики вказують, що опис страти Плутарха — єдине джерело, внаслідок чого факт не можна підтвердити об'єктивно. Крім того, американський історик Спенсер МакДеніел (зокрема, вікіпедист Katolophyromai) вказує на упередженість:

## Сумніви у правдивості
Однією з головних проблем правдивості Плутарха є те, що він був войовничо налаштований проти персів. Він ненавидів персів так сильно, що у творі про злісненість Геродота назвав того […] φιλοβάρβαρος (філобарбарос) — тобто, «варваролюб», частково тому, що Геродот не зображував персів, як однозначних лиходіїв .
У своїй статті Was Scaphism a Real Thing? він дійшов висновку:
Ми не можемо з упевненістю сказати, чи справді ахеменідські перси використовували скафізм як страту. У нас немає жодних доказів того, що перси не використовували скафізм, тому можливо, що вони могли використовувати його. Утім, враховуючи ненадійність як Плутарха, так і його можливого джерела Ктесія, я схильний вважати, що скафізм, швидше за все, є плодом уяви якогось грецького оповідача .
Крім того, навіть сам Плутарх критикував твори Ктесія за «екстравагантні та неймовірні розповіді» . Як зауважила історик Женев'єва Карлтон: «Можливо, перси дійсно мучили злочинців на „човнах“, […], але з такою ж ймовірністю це вигадав Ктесій» .
Існування скафізму не підтверджується ні археологічними знахідками, ні згадками у незалежних історичних пам'ятках. Завдяки тому, наскільки опис страти вражає уяву, він перебрався до багатьох популярних текстів з історії стародавнього світу та художньої літератури . Проте подібні приклади практично відсутні у науковій літературі.

## Вплив
Можливо легенда про давньоперську кару привела в XVIII столітті до появи в Німеччині катувального пристрою, відомого, як Dessauer Trog або Dessauer Foltertrog, тобто «Дессауське катувальне корито». Його застосування для проведення дізнання описується в пізнішій юридичній літературі . Однак, зважаючи на все, цей пристрій не набув широкого поширення і залишився унікальним екземпляром, створеним за наказом князя Леопольда I .